# Dies d'agost
Dies d'agost és una pel·lícula-poema catalana dirigida pels germans David i Marc Recha i Batallé. Fou rodada en quatre setmanes sense un guió clar que es mou entre la realitat i la ficció, prenent com a referència el llibre de Xavier Pla Josep Pla, ficció autobiogràfica i veritat literària. Fou estrenada el 5 de desembre de 2006 produïda per Betecé Produccions i Televisió de Galícia.

## Argument
Els germans Recha es proposen realitzar un documental sobre el periodista Ramon Barnils com a resposta a una proposta del màster de documental de creació de la Universitat Pompeu Fabra. Amb aquesta intenció apleguen més de 200 hores d'entrevistes a persones de l'entorn de Barnils. Confosos i desbordats, David i Marc decideixen viatjar a les terres de l'Ebre en una furgoneta amb un equip tècnic reduït encapçalat per la fotògrafa Hélène Louvart. Plena de pessimisme i tristesa, s'hi proposen temes com la relació de l'home amb la natura i la idea del paradís perdut, mentre al muntatge sonor se senten unes canonades que evoquen la batalla de l'Ebre que evoca la memòria històrica republicana. Simultàniament, també hi barreja la història d'un peix gat a l'embassament de Mequinensa.

## Repartiment
Cap dels participants a la pel·lícula és actor professional: els germans Recha, Mariona Ordóñez, l'autoestopista que volia ser ballarina; Pere Subirana, el guarda forestal i trompetista solitari, i Fina Susín, la cambrera del càmping.

## Recepció
Va competir a la secció oficial del Festival Internacional de Cinema de Locarno
| «                             | Austeritat narrativa. (...) un particularíssim (re)trobament amb les arrels en el qual només queda una miqueta desmanegada la trama del periodista Ramon Barnils" | » |
| — Javier Ocaña: Diari El País | |   |

| «                                    | Preciosa pel·lícula itinerant (...) el director persegueix un personatge, al periodista i pensador RamOn Barnils, però se li escapa, ens queda desdibuixat, escabulliT (...) Puntuació: ★★★ (sobre 5)" | » |
| — Oti Rodríguez Marchante: Diari ABC | |   |